# Ponte a bilico
Per ponte a bilico, detto anche stadera fissa a ponte, si intende un dispositivo di pesatura dei veicoli, generalmente situato in un impianto ferroviario o stradale.

## Stadera a ponte per veicoli ferroviari
Ubicata nella parte di una stazione dedicata al traffico merci, la stadera viene utilizzata per la pesatura dei veicoli vuoti o carichi.

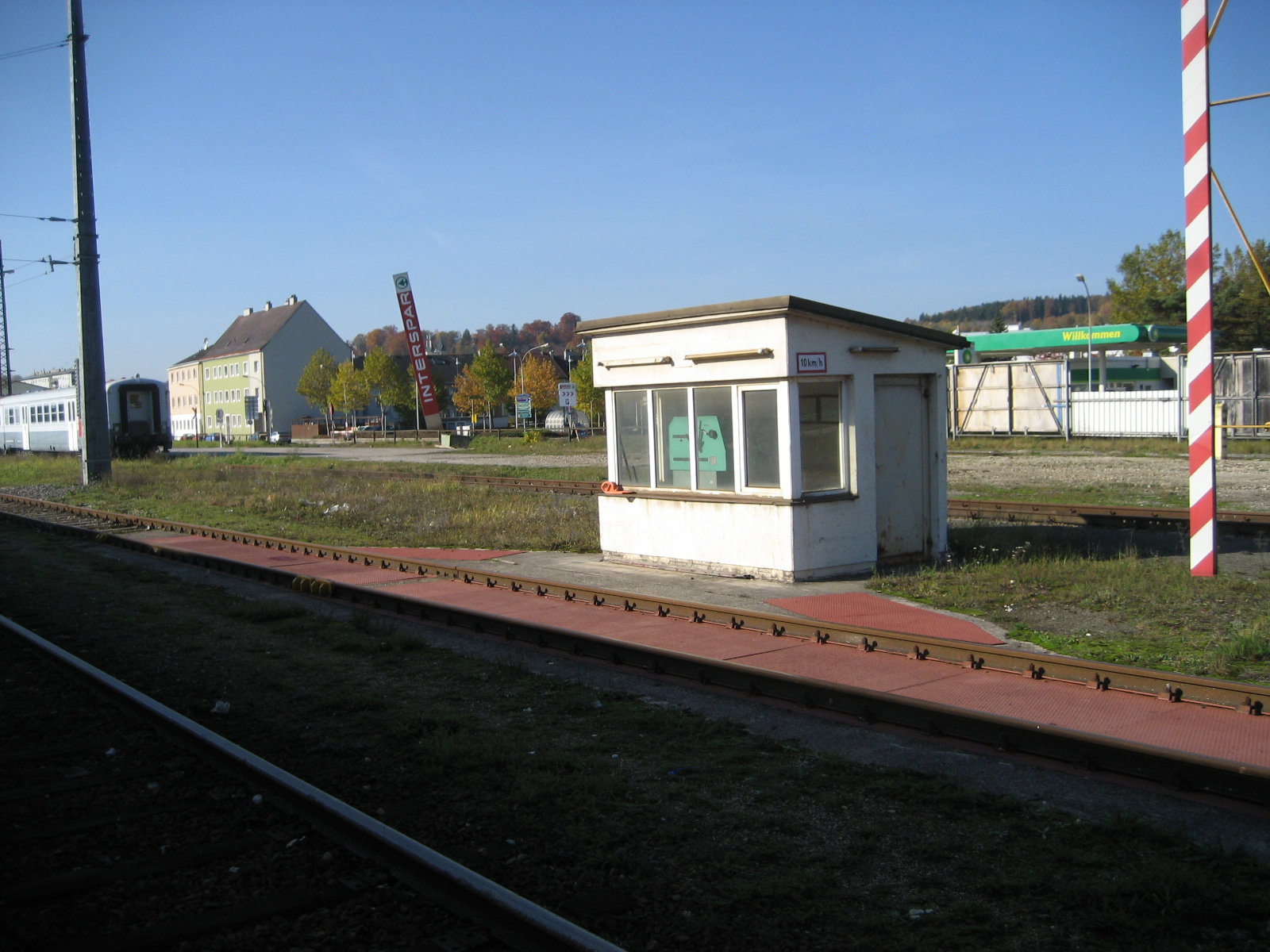
Ponte a bilico nello scalo di Amstetten

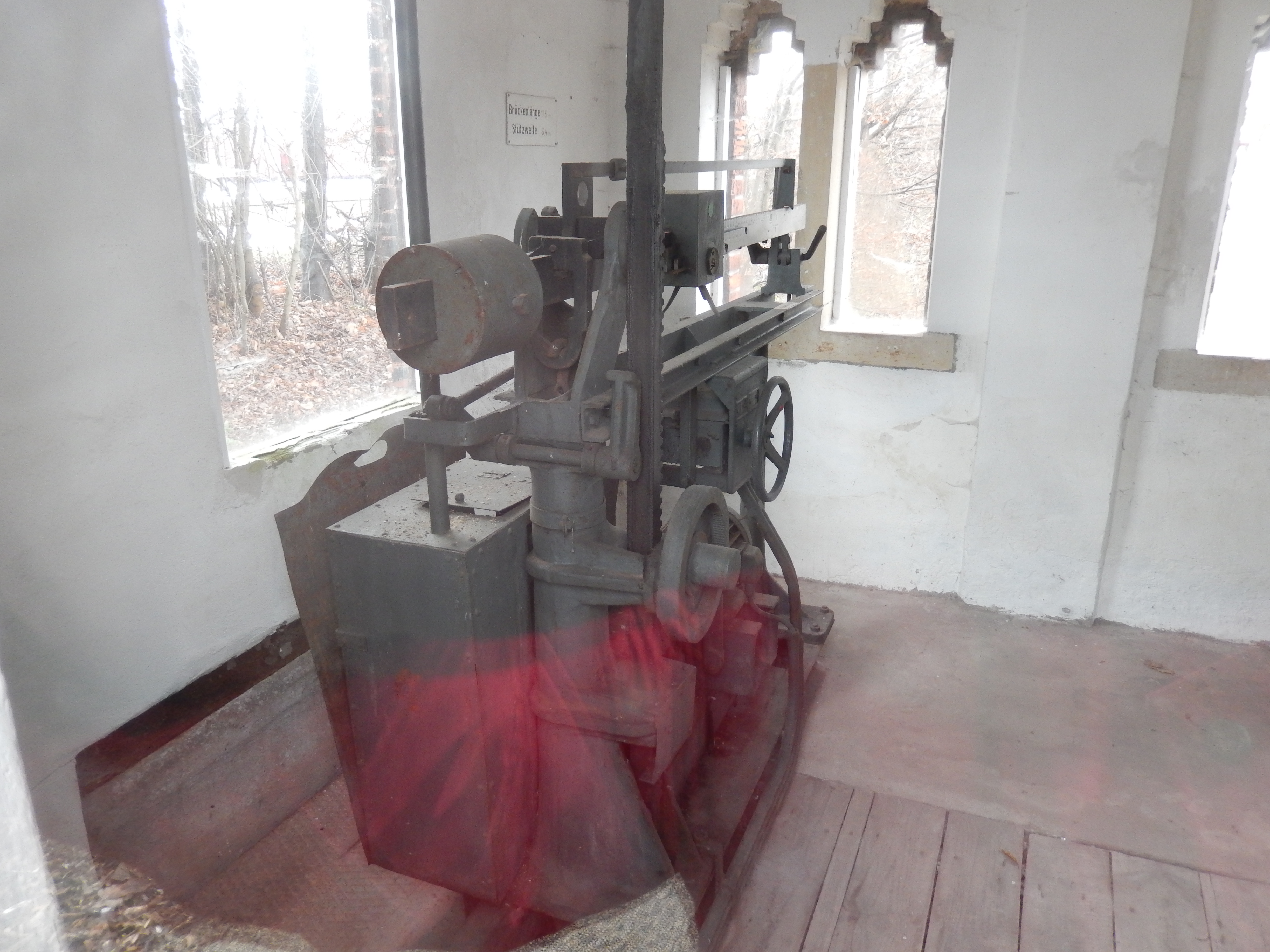
Dispositivo di pesatura (interno) nello scalo merci della stazione di Elze

La struttura del dispositivo può essere di vario tipo:
- Una tipologia usata anche nelle ferrovie italiane prevede l'uso di una coppia di rotaie mobili a gola, disposte all'interno delle rotaie ordinarie, in grado di spostarsi verso l'interno quando non è in uso la pesatura e verso l'esterno, quando è necessario eseguire la pesatura, appoggiandosi al lato interno del fungo delle rotaie. In tale posizione il bordino delle ruote del carro che vi passa sopra poggiando sulla gola ne viene sollevato rispetto al piano di rotolamento. Un sistema di leveraggi a bilanciere tarati appositamente trasmette il valore rilevato ai dispositivi di lettura del peso[1].
- Un altro sistema, più antiquato, prevede l'interruzione del tratto di rotaia di pesatura per permetterne lo spostamento verticale. Il sistema è atto solo per piccole sezioni di binario.

Dispositivi di segnalazione a disco girevole o luminosi indicano quando il dispositivo è in posizione di pesatura e quindi è necessario entrarvi con cautela e a bassissima velocità o quando è in posizione di esclusione dalla pesatura.
I sistemi di pesatura più moderni hanno rilevatori piezometrici al posto del complesso di leveraggi e inviano i segnali elettrici ai dispositivi di misurazione e registrazione del peso rilevato.

## Stadera a ponte per veicoli stradali
Le stadere a ponte sono utilizzate in tutti gli ambiti del trasporto stradale ove sia necessaria la determinazione del peso del veicolo o del carico trasportato.
Possono essere di tipo interrato, in fondazioni predisposte, o sopraelevato al quale si accede mediante brevi rampe. Sono utilizzate in tutti gli ambiti industriali: per pesatura di autovetture, furgoni, autocarri con o senza rimorchio, veicoli industriali semoventi.
Il peso viene rilevato, nelle costruzioni più antiche mediante sistemi di leveraggio a bilancia; in quelle più recenti mediante dispositivi piezometrici ed elettronici.